# Związek Komunistów Chorwacji

Flaga partii

Związek Komunistów Chorwacji (chorw. Savez komunista Hrvatske, SKH) – powstał w 1952 r. z przekształcenia Komunistycznej Partii Chorwacji; w okresie istnienia Socjalistycznej Republiki Chorwacji był on partią rządzącą.

## Sekretarze Komunistycznej Partii Chorwacji
| imię i nazwisko  | okres     |
| ---------------- | --------- |
| Andrija Hebrang  | 1942–1944 |
| Ðuro Špoljarić   | 1945–1947 |
| Vladimir Bakarić | 1948–1952 |

## Przewodniczący Związku Komunistów Chorwacji
| imię i nazwisko      | okres                       |
| -------------------- | --------------------------- |
| Vladimir Bakarić     | 1952 – 1969                 |
| Savka Dabčević-Kučar | 1969 – 1971                 |
| Milka Planinc        | 14 grudnia 1971 – maj 1982  |
| Jure Bilić           | maj 1982 – 1 lipca 1983     |
| Josip Vrhovec        | 1 lipca 1983 – 15 maja 1984 |
| Mika Špiljak         | 15 maja 1984 – maj 1986     |
| Stanko Stojčević     | maj 1986 – grudzień 1989    |
| Ivica Račan          | 13 grudnia 1989 – 1990      |